# Michael McConnohie
Michael McConnohie (Mansfield, 23 luglio 1951) è un doppiatore, attore e scrittore statunitense.
È noto per aver prestato la voce a Seth della serie Street Fighter.

## Filmografia parziale

### Televisione
- Tutta la verità (Long Lost Son), regia di Brian Trenchard-Smith – film TV (2006)